# Ким Чун Ман
Ким Чун Ман (1898 год, Корея — 1979 год) — колхозник колхоза «Гигант» Чиилийского района Кзыл-Ординской области, Казахская ССР. Герой Социалистического Труда (1950).

## Биография
Родился в 1898 году в Корее.
В 20-е годы XX века его родители эмигрировали в РСФСР в Приморский край. Работал пчеловодом в колхозе «Красный Авангард» Ольгинского района Приморского края. После депортации корейцев с Дальнего Востока был определён на спецпоселении в Чиилийском районе Кызыл-Ординской области Казахской ССР. Первое время работал пчеловодом в колхозе «Гигант» Чиилийского района, потом после увеличения посевных площадей рисового поля был назначен в 1945 году звеньевым рисоводческого звена этого же колхоза.
В 1949 году звено под руководством Ким Чун Мана собрало в среднем по 83 центнера риса с каждого гектара на участке площадью 6,5 гектаров. За эти выдающиеся трудовые достижения был удостоен в 1950 году звания Героя Социалистического Труда.
В 1960 году вышел на пенсию.
Умер в 1979 году.

## Награды
- Герой Социалистического Труда — указом Президиума Верховного Совета СССР 21 июня 1950 года
- Орден Ленина